# Alimena
Alimena är en ort och kommun i storstadsregionen Palermo, innan 2015 i provinsen Palermo, i regionen Sicilien i sydvästra Italien. Kommunen hade 1 955 invånare (2017).